# Alban Skenderaj

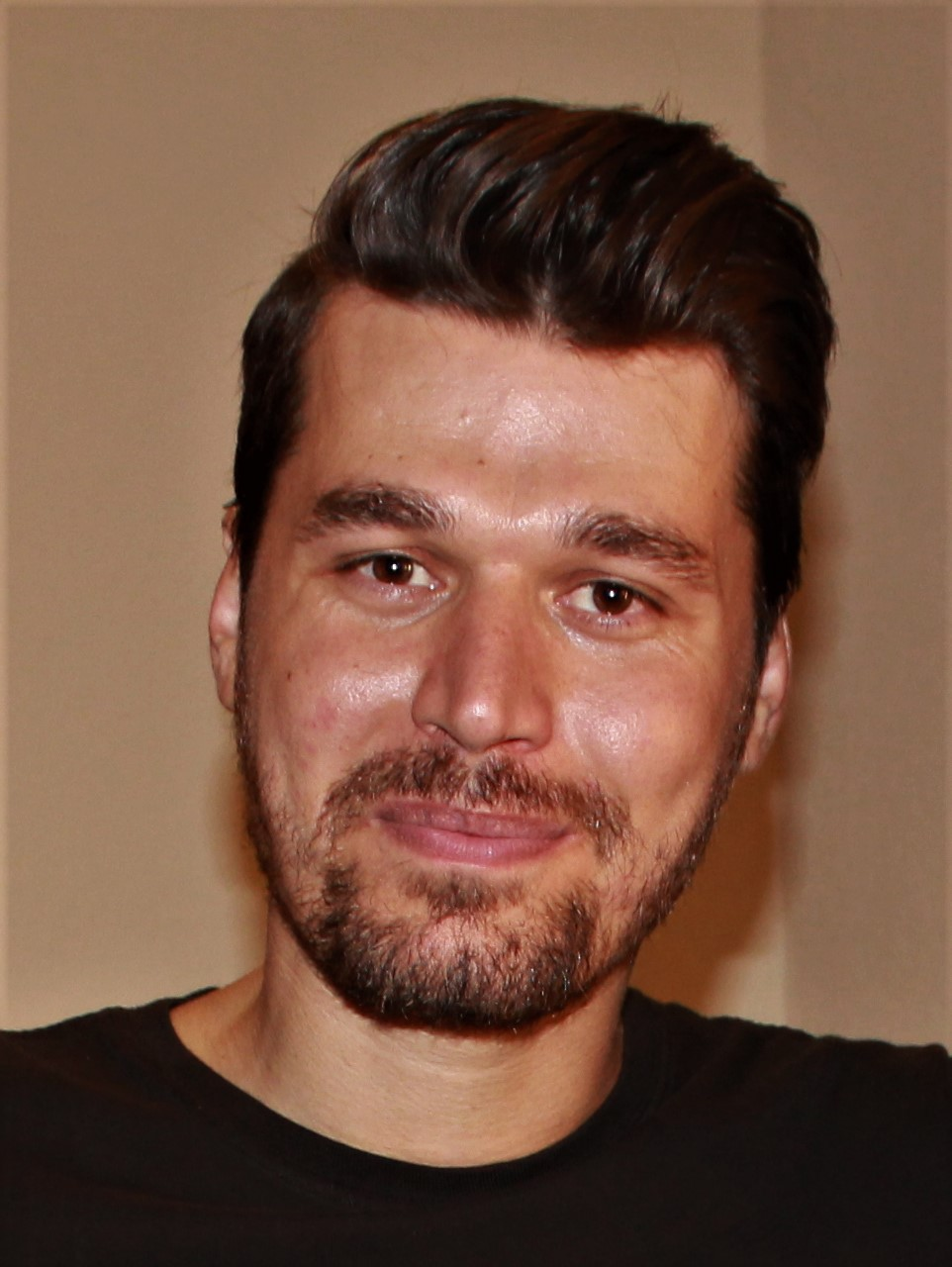
Alban Skenderaj (2017)

Alban Skenderaj, auch Alban Skënderaj oder kurz Alban, (* 20. April 1982 in Lushnja, Albanien) ist einer der bekanntesten Sänger Albaniens. Er wuchs dort und in Italien auf und lebt heute in München.

## Leben
Alban Skenderaj wurde 1982 in Lushnja, einer Kleinstadt in Mittelalbanien, geboren. Aufgewachsen ist er aber im südwestalbanischen Vlora. Sein Vater war Offizier bei der albanischen Armee und verfasste außerdem mehrere Poesie- und Prosawerke. Als Alban 14 Jahre alt war, setzte er in Begleitung eines Freundes nach Italien über. Er lebte zusammen mit zwei älteren Brüdern, die bereits früher ausgewandert waren, in Pistoia nahe Florenz. Seit Mai 2019 ist er mit Miriam Cani verheiratet.

## Musikkarriere
Albans Musikkarriere begann in seinem Heimatland, wo er den Preis beim Top Fest 2 2005 des Fernsehsenders Top Channel mit seinem Song Vetëm Ty gewann. Sein zweiter Titel Thirrje e dëshpëruar wurde ein Hit in Albanien, Mazedonien und in Kosovo und war sein erster Durchbruch. Das Album verkaufte sich über 100.000 Mal.
Im Jahr 2005 machte er Werbung für Vodafone Albania. Ein Jahr später nahm er mit seinem Song Eklips am 45. Festivali i Këngës teil. Im Juni 2007 spielte Skenderaj mit der deutschen Gruppe Schiller zusammen ein großes Konzert in Tirana. 2008 erschien seine Single Larg dhe afër und sein zweites Album Melody.
Im Juli 2009 erschien seine erste Single in Deutschland, Österreich und der Schweiz. Der Titelsong This is Your Day (Edel Records) ist gleichzeitig der Werbesong für den neuen Nürburgring. 2010 veröffentlichte er in Albanien die Single Si Më Parë.
Skënderaj steht bei sunnyVisions unter Vertrag. 2011 veröffentlichte er das Album Ende Ka Shpresë mit insgesamt 14 Titeln.
Im November 2012 gewann Alban Skënderaj den Gesangswettbewerb Kënga Magjike mit dem Song Refuzoj (Ich lehne ab).

## Diskografie

### Alben
- 2005: Vetëm Ty
- 2008: Melody
- 2011: Ende Ka Shpresë

### Singles
- 2005: My Oasis
- 2005: Vetëm Ty
- 2005: Thirrje E Dëshpëruar
- 2006: Diçka (feat. Kthjellu)
- 2006: Eklips
- 2008: Larg Dhe Afër
- 2009: This Is Your Day (feat. The Ring)
- 2010: Si Më Parë
- 2011: Ende Ka Shpresë (feat. Miriam Cani)
- 2012: Refuzoj
- 2013: Nje Enderr
- 2013: Një në një milion
- 2014: 24 Orë (feat. Young Zerka)
- 2018: Deja vu (feat. Young Zerka)
- 2018: Lea
- 2018: Nëntor, 26
- 2019: Jete
- 2019: Faleminderit
- 2019: Plagë Në Gjysmëshpirt
- 2019: Drejt Në Zemër (feat. 2Ton)
- 2019: Duamë (feat. Miriam Cani)
- 2020: Çdo Ditë Një Shën Valentin
- 2020: Ki meshire
- 2021: Zemer permbi Zemer
- 2022: Copa copa / Dafina Zeqiri feat. Alban Skenderaj

## Auszeichnungen
Alban Skenderaj gewann im Jahre 2005 und 2006 die Castingshow Top Fest 2 und Top Fest 3. Auch 2010 beim Top Fest 7 bekam er von Vjollca Hoxha, der Ehefrau von Dritan Hoxha, dem Gründer der Top Media-Gruppe, der bei einem Autounfall vor zwei Jahren verstarb, eine Spezial-Auszeichnung zu Ehren von Dritan Hoxha.